# United States Coast Guard Academy

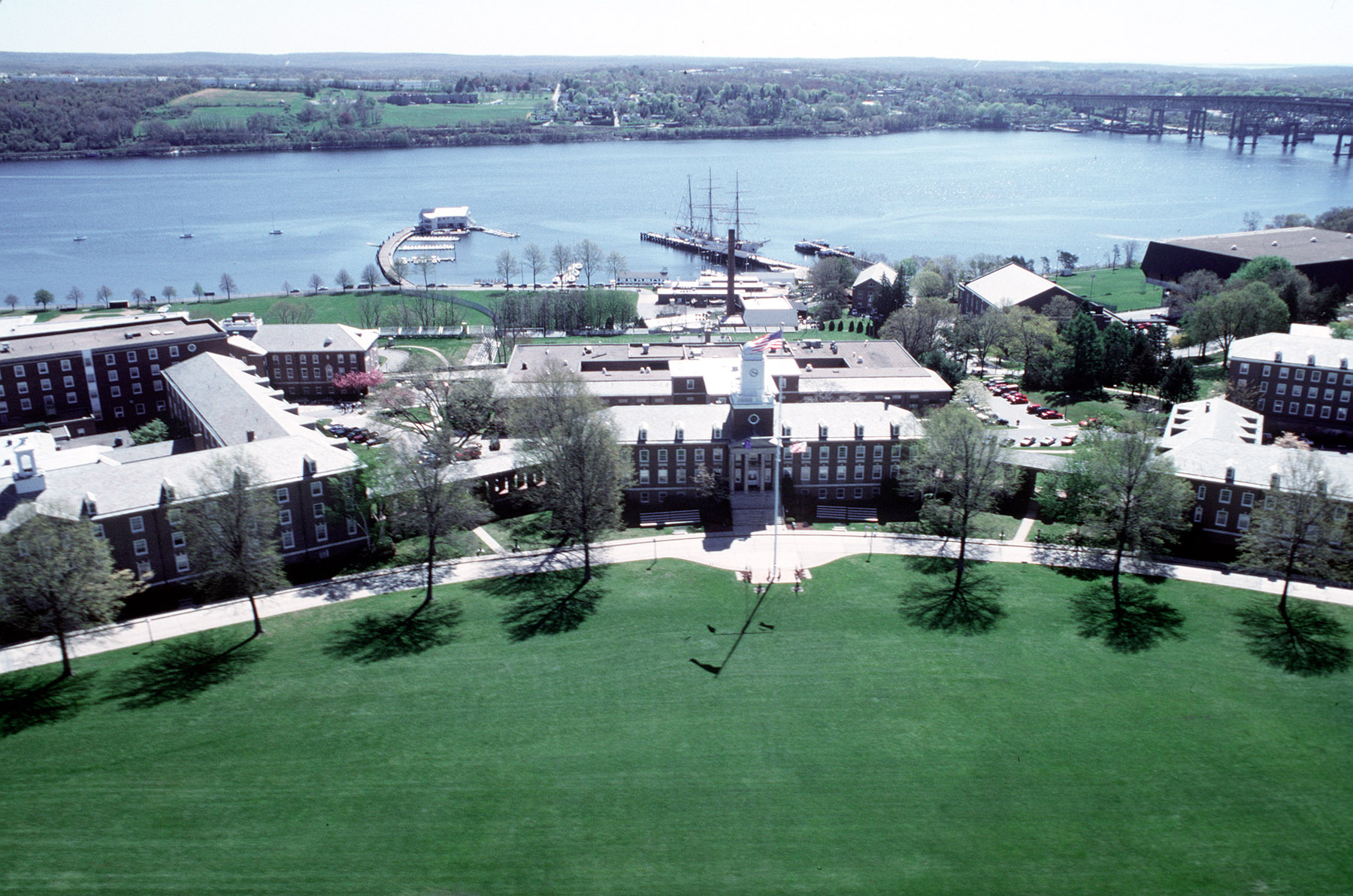
Campus der USCGA

Die United States Coast Guard Academy (USCGA, zu dt.: „Akademie der Küstenwache der Vereinigten Staaten“) ist eine Ausbildungseinrichtung für Offizieranwärter der United States Coast Guard (USCG). Die Universität hat ihren Sitz in New London in Connecticut an der Ostküste der USA.
Das Korps der Kadetten hat Regimentsstärke und ist in acht Kompanien aufgeteilt, die aus je etwa 120 Kadetten bestehen.
Die Geschichte geht auf das Jahr 1876 zurück. Leiter ist der Superintendent of the US Coast Guard Academy, seit dem 23. Mai 2023 ist  das Michael J. Johnston als 43. Amtsinhaber.

## Curriculum

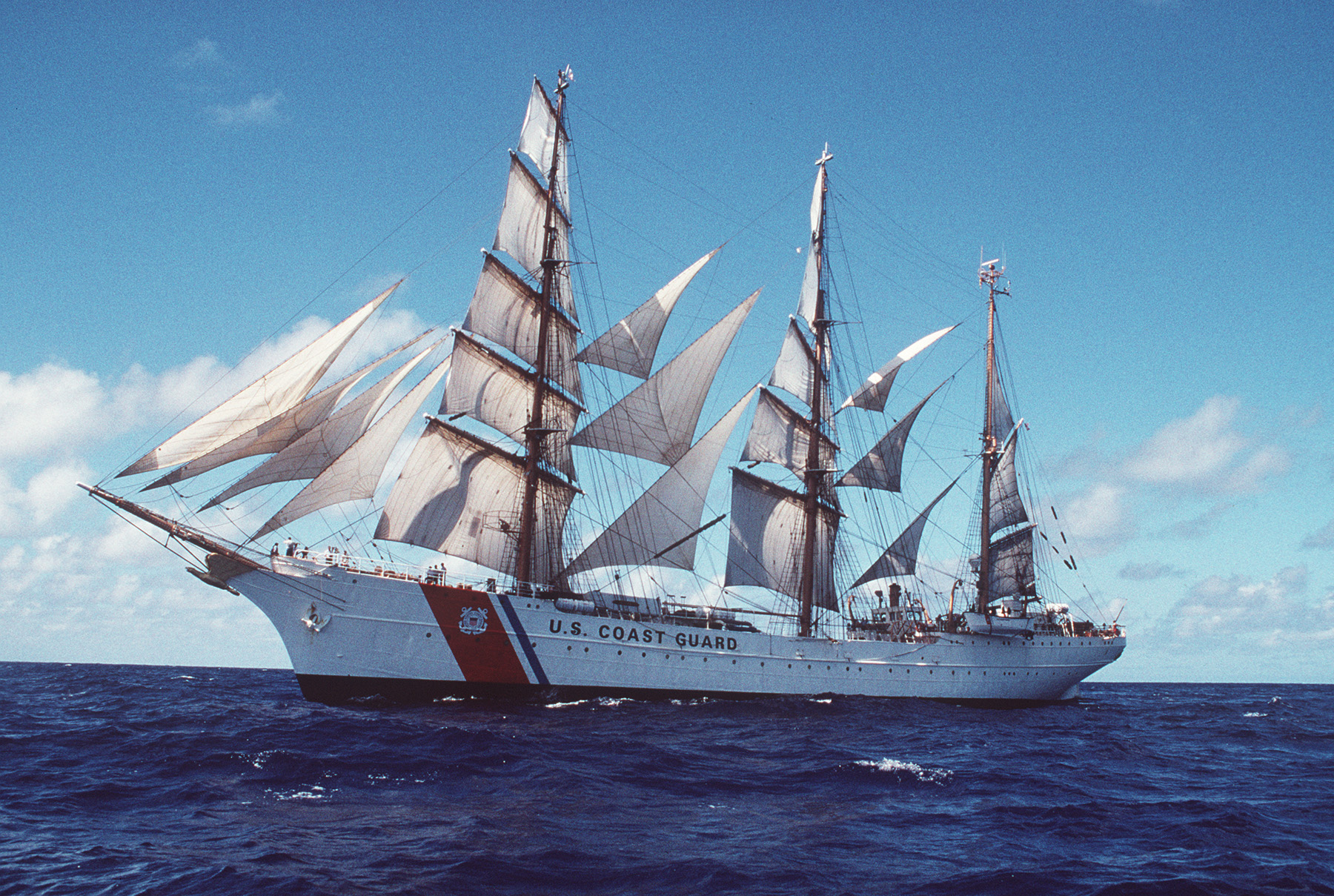
Das Segelschulschiff Eagle, der einzige noch in Verwendung befindliche Großsegler der US-amerikanischen Streitkräfte

Die Kadetten erreichen bei einem erfolgreichen Abschluss den akademischen Grad Bachelor of Science.
Wählbare Hauptfächer sind:
- Bauingenieurwesen
- Maschinenbau (Abschluss: Maschinenbauingenieur)
- Elektrotechnik-Ingenieurwesen
- Schiffbau und Schiffsingenieurwesen
- Operations Research und Computer Analysen
- Ozeanographie und Umweltnaturwissenschaften
- Politisches System der Vereinigten Staaten (Government)
- Unternehmensführung[1]

Praxisausbildung:
Jeder Studierende muss fünf Wochen an Bord des Segelschulschiffes Eagle (WIX-327) verbringen.

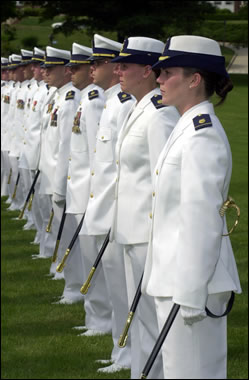
Kadetten bei der Abschlussparade

## Liste der Superintendenten der United States Coast Guard Academy
- 1. John A. Henriques 	(Februar 1877 -	Juni 1883)
- 2. 		Leonard G. Shepard 	(Juni 1883 - April 1887)
- 3. 		Daniel B. Hodgsdon 	(April 1887 - Mai 1890)
- 4. 		Joseph W. Congdon 	(April 1894 - Juni 1895)
- 5. 		Oscar C. Hamlet 	(Juni 1895 - November 1898)
- 6. 		David A. Hall 	 (Dezember 1898 - Oktober 1902)
- 7. 		William E. Reynolds 	(Oktober 1902 - Januar 1908)
- 8. 		John E. Reinburg 	(Januar 1908 - Februar 1910)
- 9. 		William V.E. Jacobs 	(März 1910 - Juni 1914)
- 10. 		Frederick C. Billard 	(Juni 1914 - August 1918)
- 11. 		Thaddeus G. Crapster 	(August 1918 - März 1919)
- 12. 		Byron L. Reed 	(März 1919 - Oktober 1919)
- 13. 		William V.E. Jacobs 	(Oktober 1919 -	März 1923)
- 14. 		Harold D. Hinckley 	(März 1923 - Mai 1928)
- 15. 		Harry G. Hamlet 	(Mai 1928 - Juni 1932)
- 16. 		Randolph Ridgely Jr. 	(September 1932 - Juni 1935)
- 17. 		Edward Darlington Jones (Juli 1935 - Juni 1940)
- 18. 		James Pine 	(Juli 1940 - Juli 1947)
- 19. 		Wilfred N. Derby (August 1947 -	August 1950)
- 20. 		Arthur G. Hall 	(September 1950 - August 1954)
- 21. 		Raymond J. Mauerman 	(September 1954 - Juni 1957)
- 22. 		Frank A. Leamy 	   (Juli 1957-Februar - 1960)
- 23. 		Stephen H. Evans 	(Februar 1960-Juni - 1962)
- 24. 		Willard J. Smith 	(Juni 1962 - Juli 1965)
- 25. 		Chester R. Bender 	(Juli 1965 - Juni 1967)
- 26. 		Arthur B. Engel  	(Juni 1967 - Juni 1970)
- 27. 		John F. Thompson 	(Juni 1970 - Juli 1973)
- 28. 		Joseph J. McClelland 	(Juli 1973 - Juni 1974)
- 29. 		William A. Jenkins 	(Juni 1974  - Juni 1977)
- 30. 		Malcolm E. Clark 	(Juni 1977 - Januar 1981)
- 31. 		Charles E. Larkin 	(Juli 1981 - Juni 1982)
- 32. 		Edward Nelson Jr. 	(Juni 1982 - Juni 1986)
- 33. 		Richard P. Cueroni 	(Juni 1986 - Juni 1989)
- 34. 		Thomas T. Matteson 	(Juni 1989 - Juni 1993)
- 35. 		Paul E. Versaw 	             (Juni 1993 - June 1997)
- 36. 		Douglas E. Teeson 	(Juni 1997 - Juni 2001)
- 37. 		Robert C. Olsen 	(Juni 2001 - Juni 2005)
- 38. 		James C. Van Sice 	(Mai 2005 - Januar 2007)
- 39. 		J. Scott Burhoe 	             (Januar 2007 -	Juni 2011)
- 40. 		Sandra L. Stosz 	              (Juni 2011 - Juni 2015)  (Die erste Frau in diesem Amt)
- 41. 		James E. Rendon 	(Juni 2015 - Mai  2019)
- 42. 		William G. Kelly 	(Mai 2019 -	Mai 2023)
- 43. 		Michael J. Johnston 	(Mai 2023 - amtierend)

## Bekannte Absolventen
- G. William Miller (1925–2006), Absolventenjahrgang 1945, Vorsitzender des Federal Reserve Board (1978–79) und Bundesfinanzminister der Vereinigten Staaten (1979–1981)
- Bruce Edward Melnick, Absolventenjahrgang 1972, erster Astronaut der USCG
- Daniel Christopher Burbank, Absolventenjahrgang 1985, zweiter Astronaut der USCG (1996)
- Admiral Thad W. Allen, Absolventenjahrgang 1971, 23. Kommandant der US-Küstenwache.